# Franco Mimmi
Franco Mimmi (Bologna, 15 agosto 1942) è un giornalista e scrittore italiano.

## Biografia
Laureato in lettere all'Università di Bologna, ha scritto per Il Resto del Carlino, La Stampa, Il Mondo, Italia Oggi, Il Corriere della Sera, L'Espresso, Il Sole-24 Ore e L'Unità.
Alcuni suoi libri sono stati tradotti in tedesco, francese e spagnolo.

## Saggi
- Il giornalismo nella letteratura italiana moderna e contemporanea (Slavia, 2010-1)
- Ulisse: uno, cento, mille viaggi (El tema del viaje - Universidad de Castilla-La Mancha)
- Imparare a leggere (Slavia, 2010-4)
- L’Unità d’Italia - Ilusión e delusioni nelle pagine di tre grandi scrittori: Anna Banti, Tomasi di Lampedusa, Federico de Roberto (Università di Cordoba - Convegno su "ITALIA 150 AÑOS DESPUÉS DE LA UNIFICACIÓN")
- Giorgia Marangon: "La poesía de Ugo Foscolo y su alter ego en francés" (Cuadernos de Filología Italiana, Vol 21-(2014)
- La mejor amiga del Covid-19 (Conferenza inaugurale della Fiera internazionale del libro di Guatemala, 26-11-2020)
- Quando Dante inventò Ulisse (Conferenza all'Istituto Italiano di Cultura di Guatemala per l'anno di Dante, 10-06-2021)

## Pubblicazioni
- Rivoluzione, Cappelli, 1979 (Premio Scanno opera prima)
- Relitti, Lampi di Stampa, 1989
- Villaggio Vacanze, Frassinelli, 1994
- Il nostro agente in Giudea, Diabasis, 2000 (Premio Scerbanenco)
- Un cielo così sporco, Diabasis, 2001
- Amanti latini, la storia di Catullo e Lesbia (con Carlo Frabetti), 2001
- Cavaliere di Grazia, Aliberti, 2003
- Una vecchiaia normale, Aliberti, 2004
- I grandi seduttori sono lupi solitari, Aliberti, 2005
- Holbox (in "Brivido nero", con Valerio M. Manfredi), 2005
- Povera spia, Aliberti, 2006
- Lontano da Itaca, Aliberti, 2007
- Oracoli & Miracoli, Lampi di Stampa, 2009
- Tra il Dolore e il Nulla, Lampi di Stampa, 2010
- Corso di lettura creativa, Lampi di Stampa, 2011
- Una stupida avventura, Lampi di Stampa, 2012
- Il tango vi aspetta, Lampi di Stampa, 2013
- Majorca, l'isola degli scrittori, Lampi di Stampa, 2014
- Le tre età dell'uomo, Lampi di Stampa, 2015
- L'ultima avventura di Don Giovanni, Lampi di Stampa, 2015
- Le sette vite di Sebastian Nabokov - Secondo corso di lettura creativa, Lampi di Stampa, 2016
- Racconti di coppia, Lampi di Stampa, 2016
- Il Sogno dello Scrittore, Lampi di Stampa, 2017
- Fabrizio D. e la Bellezza - Passioni 1, (ebook-selfpublishing), 2018
- Su l'arida schiena del formidabil monte sterminator, Lampi di Stampa, 2018
- Del Padre e del Figlio - Passioni 2 (ebook-selfpublishing), 2019
- Ancora Venezia - Passioni 3 (ebook-selfpublishing), 2019
- Amanti latini, la storia di Ovidio e Giulia, Lampi di Stampa, 2020
- Il Topo e il Virus  (ebook-selfpublishing), 2020
- Il peggior nemico (2022)

## Studi critici sulle sue opere
- Manuel Gil Rovira, Università di Salamanca: "Notas sobre dos periodistas narradores: Manuel Vázquez Montalbán y Franco Mimmi".
- Marjatta Saksa: recensione di "Cavaliere di grazia" in “NOBILTÀ - Rivista di Araldica, Genealogia, Ordini Cavallereschi”, 2004.
- María Dolores Castro Jiménez, Università Complutense de Madrid: "Ítaca te regaló un hermoso viaje: estudio mitográfico del Ulises de Franco Mimmi".
- Mercedes Monmany: "El dilema del regreso".
- Ferdinando Castelli S.I.: "Variazioni sul tema 'Gesù - Opere di Sebastiano Vassalli e Franco Mimmi.". La Civiltà Cattolica, 21 maggio 2011.
- Arnaud Dubergier: "Écritures et réécritures: le Nouveau Testament dans les fictions contemporaines - ...Chacune à leur manière les réécritures de Michael Moorcock, « Voici l’homme », Anthony Burgess, « L’homme de Nazareth » et Franco Mimmi, « Notre agent en Judée », portent un regard neuf sur la vie du Nazaréen." (Tesi di Dottorato - 2006)
- Rosanna Morace:  "E se la letteratura italiana fosse un trittico?"  (La Modernità Letteraria - 8 . 2015)
- Rosanna Morace: “La partenza: lontano da Itaca” (in “Il ponte Ionio-Adriatico: un confine liquido”, intervento presentato al convegno “Tra Adriatico e Ionio”, Corfù 2020)

| Controllo di autorità | VIAF (EN) 30813373 · ISNI (EN) 0000 0000 7838 2628 · SBN RAVV001515 · LCCN (EN) n79051157 · GND (DE) 123638283 · BNF (FR) cb13613021h (data) · J9U (EN, HE) 987007265293005171 |